# Aethes francillana
Aethes francillana es una especie de polilla del género Aethes, categorizada en la tribu Cochylini, de la subfamilia Tortricinae.

## Distribución
Se distribuye por Reino Unido.

## Taxonomía
Fue descrita por Fabricius en 1794 y publicada en (Pyralis), Entomologia Systematica 3 (2): 264.